# José Javier Pascual Blanco
José Javier Pascual Blanco (Pamplona, 16 de desembre de 1972) és un exfutbolista navarrès que jugà de migcampista.
Pascual va formar part del planter del CA Osasuna de principis de la dècada dels 90. Provinent del planter osasunista, debuta amb el primer equip la temporada 90/91. Dos anys després signa la seua millor temporada, amb 33 partits i dos gols. Però, no té continuïtat i a poc a poc minva la seua aportació, fins a deixar l'Osasuna la temporada 95/96 per militar en equips més modestos.